# Vliegbasis Eindhoven
De Vliegbasis Eindhoven (IATA: EIN, ICAO: EHEH), ligt aan de westkant van Eindhoven, tussen Best en Veldhoven. Van oorsprong is het een civiel vliegveld dat na de Tweede Wereldoorlog als vliegbasis is overgegaan naar de Koninklijke Luchtmacht. Het vliegveld wordt deels door de burgerluchtvaart gebruikt door de burgerexploitant Eindhoven Airport N.V. De luchtmacht verzorgt echter alle basisdiensten als verkeersleiding, meteo, brandweer, geneeskundige dienst etc. Met 6,8 miljoen passagiers in 2023 is Eindhoven Airport, qua reizigers, het grootste regionale vliegveld in Nederland. De Schiphol Group bezit 51% van de aandelen in Eindhoven Airport N.V. De gemeente Eindhoven en de provincie Noord-Brabant zijn elk voor 24,5% aandeelhouder. De grond is eigendom van de Koninklijke Luchtmacht en het militaire deel (Vliegbasis Eindhoven) draagt nog steeds de naam Welschap.

## Geschiedenis
In 1932 werd het vliegveld onder de naam Welschap als grasbaan ingericht bij het kerkdorp Zeelst, dat in 1921 opgegaan was in Veldhoven. Op 28 september 1932 werd de Noord-Brabantsche Aero Club (NBAC) opgericht door o.a. Frits Philips, zelf een enthousiast sportvlieger. De nieuwe vereniging had tot doel het (sport)vliegen in deze regio te bevorderen. Later werd de club opgesplitst in de Eindhovense Aero Club-motorvliegen (EAC-m) en de Eindhovense Aero Club-zweefvliegen (EAC-z). De laatste vereniging is vertrokken naar Venlo en de EAC-m maakt nog steeds gebruik van de Vliegbasis Eindhoven.
Op 1 mei 1934 kwam een verbinding Eindhoven-Rotterdam-Amsterdam tot stand en op 1 juni de lijn Eindhoven-Twente-Groningen. Beide routes werden tweemaal daags in beide richtingen gevlogen.

### Tweede Wereldoorlog
In april 1939 werd het vliegveld gevorderd vanwege algemene mobilisatie. De oorlog maakt een einde aan de ontwikkelingen en aspiraties van vliegveld Welschap want binnen twee dagen werd Eindhoven bezet en nam de Luftwaffe het veld over. De naam werd veranderd in Fliegerhorst Eindhoven en de Duitsers begonnen direct met de uitbreidingen met 3 geplaveide startbanen, 130 opstelplaatsen en 53 hangars. Om het vliegveld heen werden bunkers gebouwd, soms gecamoufleerd als huizen. In 1942 volgde een legeringskamp en kreeg het vliegveld een eigen spooraansluiting vanaf station Aalst-Waalre.
De Luftwaffe-eenheden op het vliegveld stonden resp. onder bevel van Fliegerhorst-Kommandantur E 10/XI (1940-1941); Fliegerhorst-Kommandantur E (verlegbar) 206/XI (1942-1943) en Fliegerhorst-Kommandantur A 204/VI (tot sep 1944). Gedurende de periode 1940 - 1944 waren dit:
- KampfGeschwader 30, stab (1 sep 1940-1 jan 1942; 10 dec 1943-23 jan 1944)
- I gruppe / KG 30, (16 mrt-3 jul 1941; 14 dec 1943- 23 jan 1944) met Junkers Ju 88
- II gruppe / KG 4 “wever”, (20 jul 1940-12 mrt 1941) met Heinkel He 111
- I gruppe / KG 2, (11 apr 1943- 22 jan 1944) met He 111
- II gruppe / KG 2, (8 – 16 dec 1941; 2 mei 1942- 11 apr 1943) met He 111
- JagdGeschwader 53 “pik as”, stab (29 aug-4 sep 1944)
- II gruppe / JG 53, 5 en 6 staffel (29 aug-5 sep 1944) met Messerschmitt Bf 109
- I gruppe / JG 26, 1,2 en 3 staffel (15- 23 mei 1940) met Bf 109
- I gruppe / NachtJagdGeschwader 2, stab, 1,2 en 3 staffel (12 mei- 7 jun 1944) met Ju 88
- II gruppe / KG 66, stab, 1 en 2 staffel (14 aug-12 sep 1944) met Junkers Ju 188
- I gruppe / JG 20, stab, 1,2 en 3 staffel (16- 20 mei 1940) met Bf 109
- Stab / KG 54 “totenkopf” (3 jun- 15 aug 1944)
- I gruppe / KG 54,(25- 30 jul 1944) met Messerschmitt Me 262
- IV gruppe / JG 2 “richthofen”, stab, 10 staffel (1-30 jun 1940) met Arado Ar 68
- I gruppe / JG 54 “gruenherz”, stab, 1,2 en 3 staffel (21 jun- 15 jul 1940) met Bf 109
- 3 staffel KG 51, ook genoemd als Einsatzkommando Schenk (30 aug – 5 sep 1944) met Me 262
- 21 abteilung / Luftnachrichten-Regiment 211 (dec 1940 – sep 1944) met Flugmelde-Leit Kompanie, Bakel (Stellung "Bazi") en Flugmelde-Leit Kompanie, Weert (Stellung "Truthahn")
- (verlegbar) leichte Flak-Abteilung 668, (jan 1941 – dec 1943)
- (verlegbar) gemischte Flak-Abteilung 591,  (dec 1943- sep 1944)

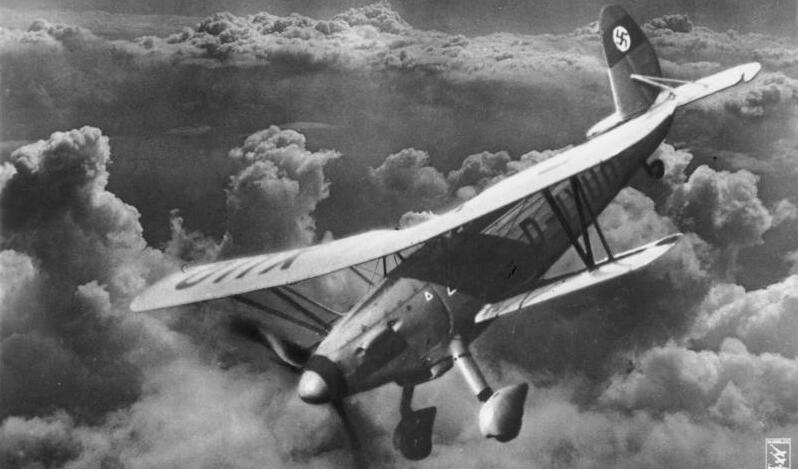
Arado 68
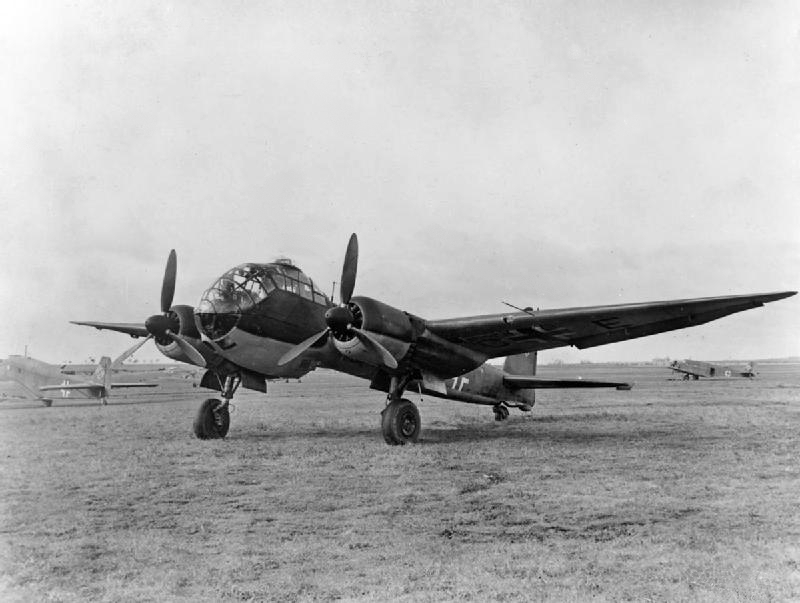
Junkers 188
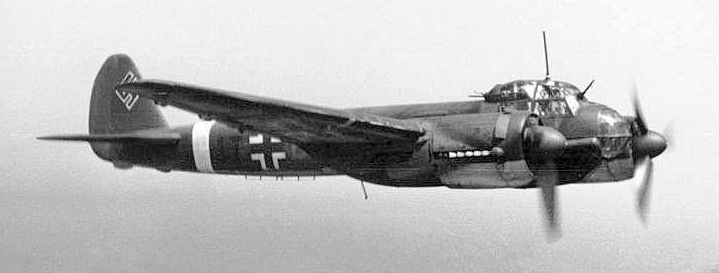
Junkers 88
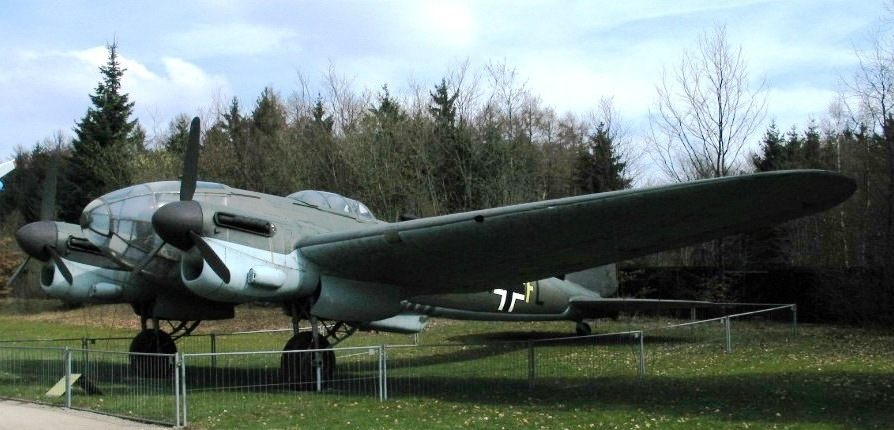
Heinkel 111
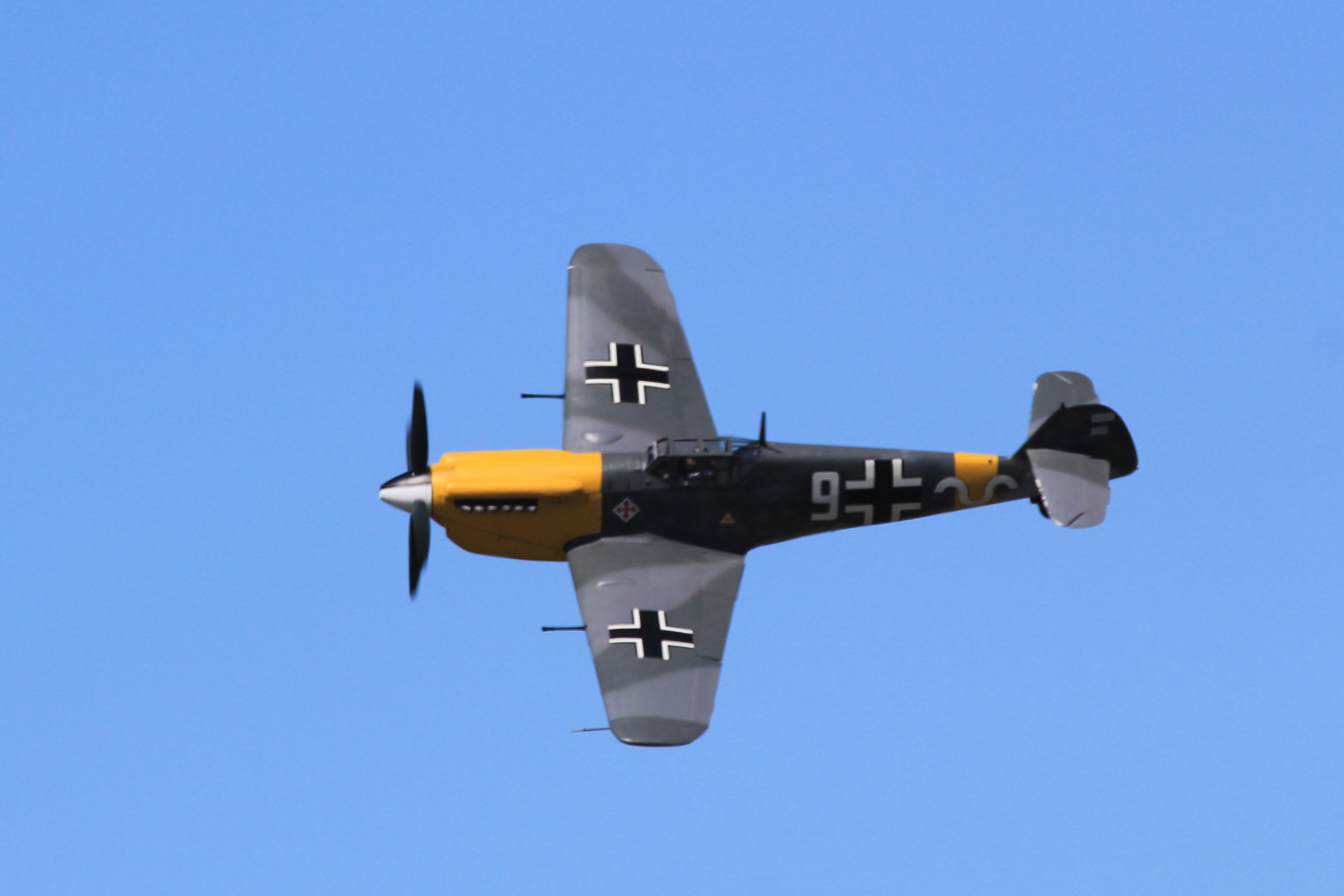
Messerschmitt Bf 109
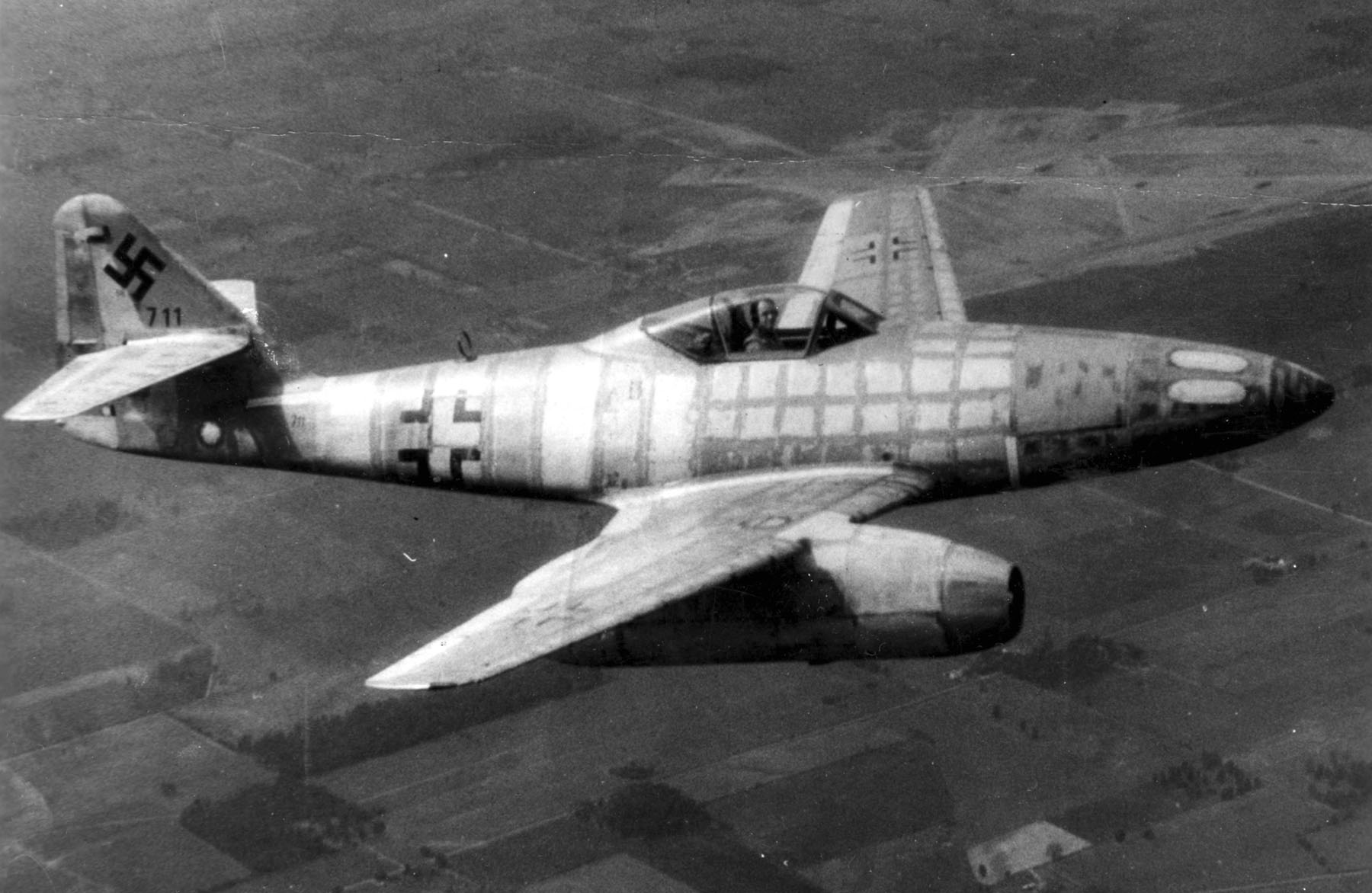
Messerschmitt 262 Schwalbe

Op 18 september 1944 werden Eindhoven en omgeving in de operatie Market Garden bevrijd door de Amerikaanse 101e Airborne Division. Daarna werd een Britse Airfield Repair Unit ingezet om meer dan 1650 bomkraters dicht te gooien. Na de oorlog hebben de Britten het vliegveld even gebruikt, waarna het werd overgedragen aan de Nederlandse autoriteiten. De naam van de verzetsstrijder Peter Zuid werd later ook de benaming van het (Peter Zuid)kamp.

### Na de oorlog
In 1952 werden er voor het eerst drie Nederlandse luchtmachtsquadrons ondergebracht; 314, 315 en 316 Squadron. Er werd gevlogen met de F-84G Thunderjet en de F-84F Thunderstreak. In 1970 ging 315 Squadron over naar de Vliegbasis Twenthe en werden 314 en 316 Squadron uitgerust met de Northrop NF-5.
In het begin van de jaren 1980 werd, ter beperking van de regionale geluidsoverlast, een nieuwe startbaan aangelegd. Deze nieuwe baan (destijds 04-22) heeft een andere geografische ligging dan de oude baan (08-26). Op de locatie van de oude startbaan staat is de woonwijk Meerhoven verrezen. Het oorspronkelijke luchthavengebouw is bewaard gebleven en in 1999-2000 volledig gerestaureerd door de gemeente Eindhoven. Het is een tijd gebruikt als wijkcentrum en in 2011 verkocht en in gebruik als kantoor. Sinds 2017 is in het voormalige KLM-restaurant (1935-1940) een lunchroom gevestigd en is het pand dus weer openbaar toegankelijk.
In 1983 werden vanwege defensiebezuinigingen de vliegbases Eindhoven en Gilze-Rijen op papier samengevoegd.
In 1988 werd 314 Sq gelegerd op Gilze-Rijen en kwam 316 Sq van Gilze-Rijen naar Eindhoven en bleef er vervolgens tot de opheffing in 1994 gelegerd. Beide squadrons gingen van de NF-5 over op de General Dynamics F-16 Fighting Falcon.
In 1992 werd 334 Sq (transporttaken) van vliegbasis Soesterberg met 12 Fokker F-27 Friendship/Troopships overgeplaatst naar Eindhoven.
In 1995 werd de samenvoeging van Eindhoven en Gilze-Rijen weer ongedaan gemaakt en werd ook 314 Sq opgeheven. Op Gilze-Rijen werden Apache-gevechtshelikopters gelegerd terwijl de Vliegbasis Eindhoven de luchttransporttaak kreeg toegewezen.
Na de oorlog op vliegbasis Eindhoven gelegerde vliegtuigtypen:

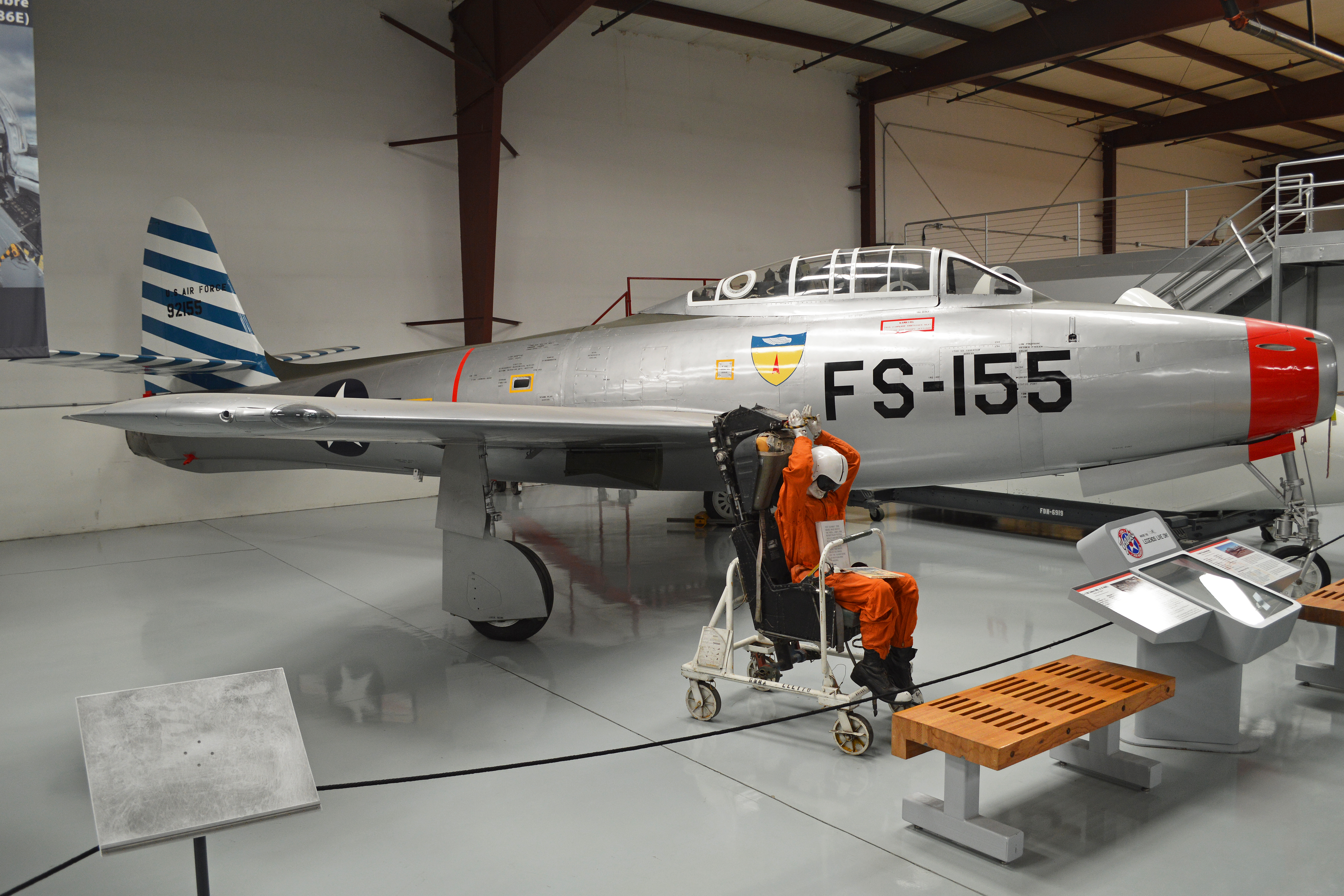
314, 315 en 316 sq Republic F-84E Thunderjet 1952-1956
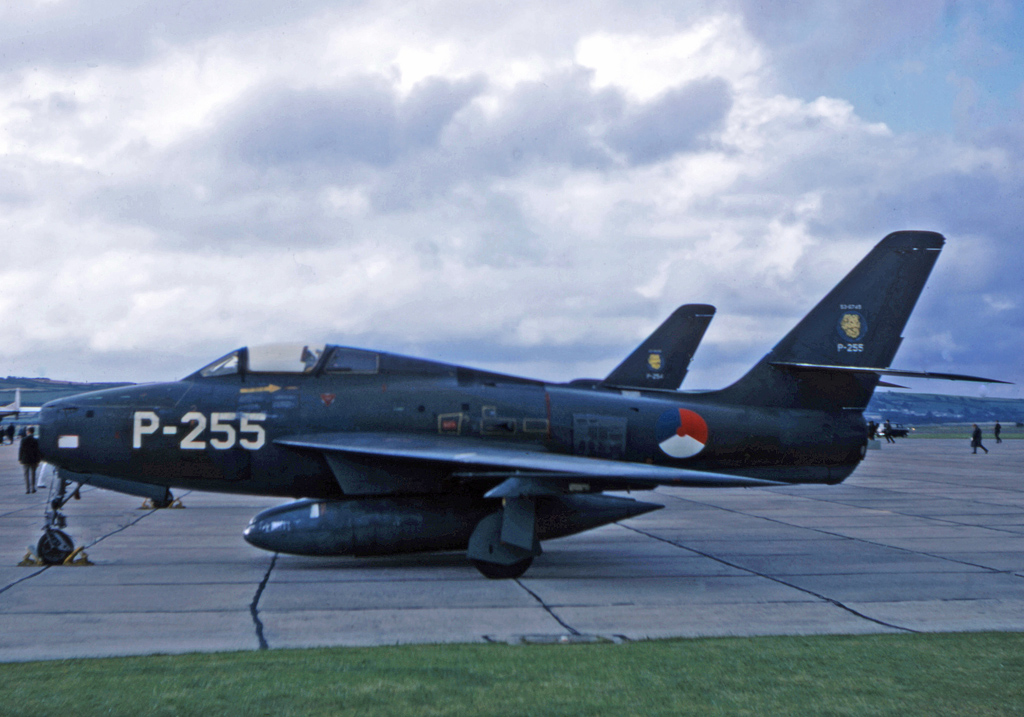
Republic F-84F Thunderstreak 1955-1970
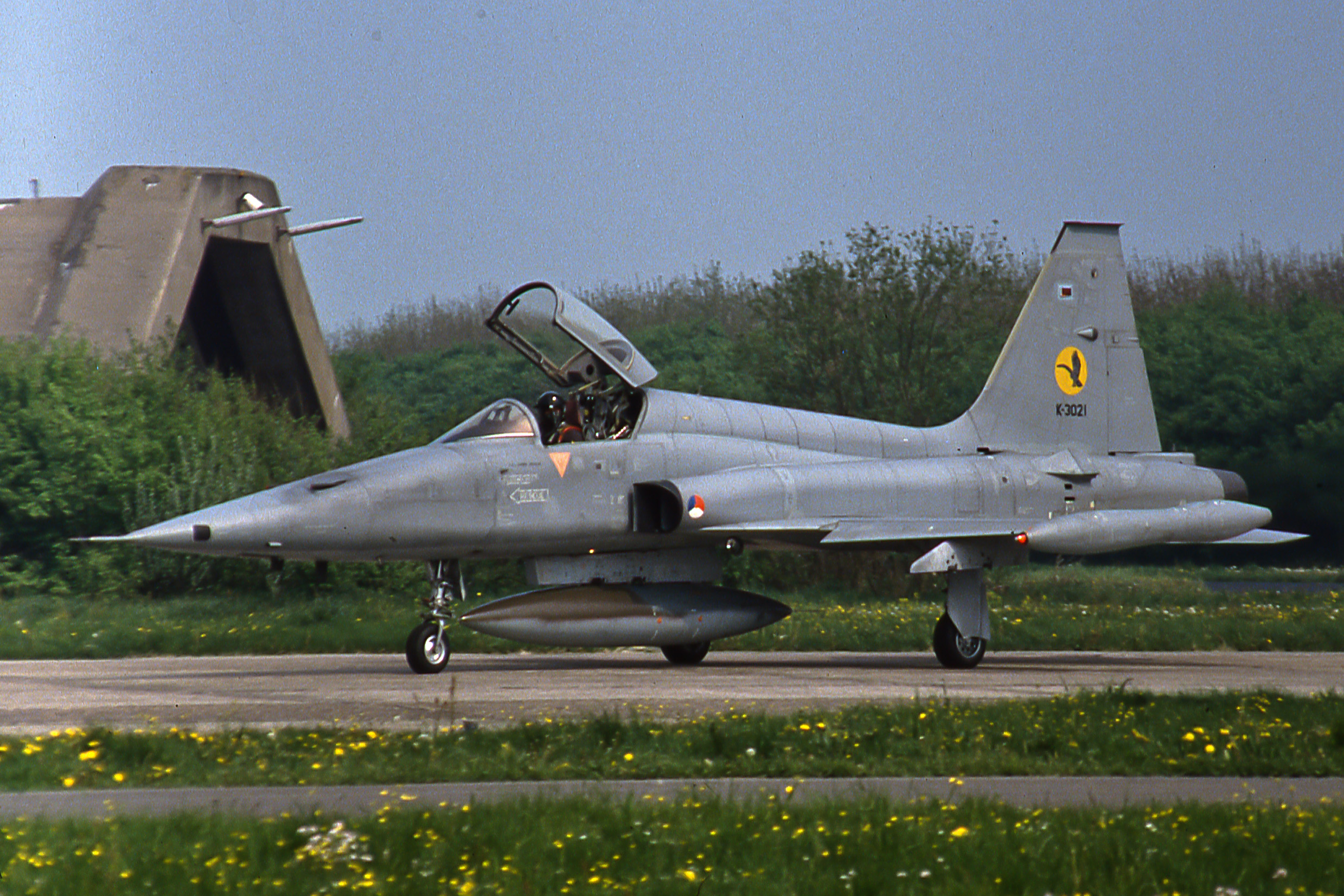
314 en 316 sq Northrop NF-5 Freedom Fighter 1970-1994
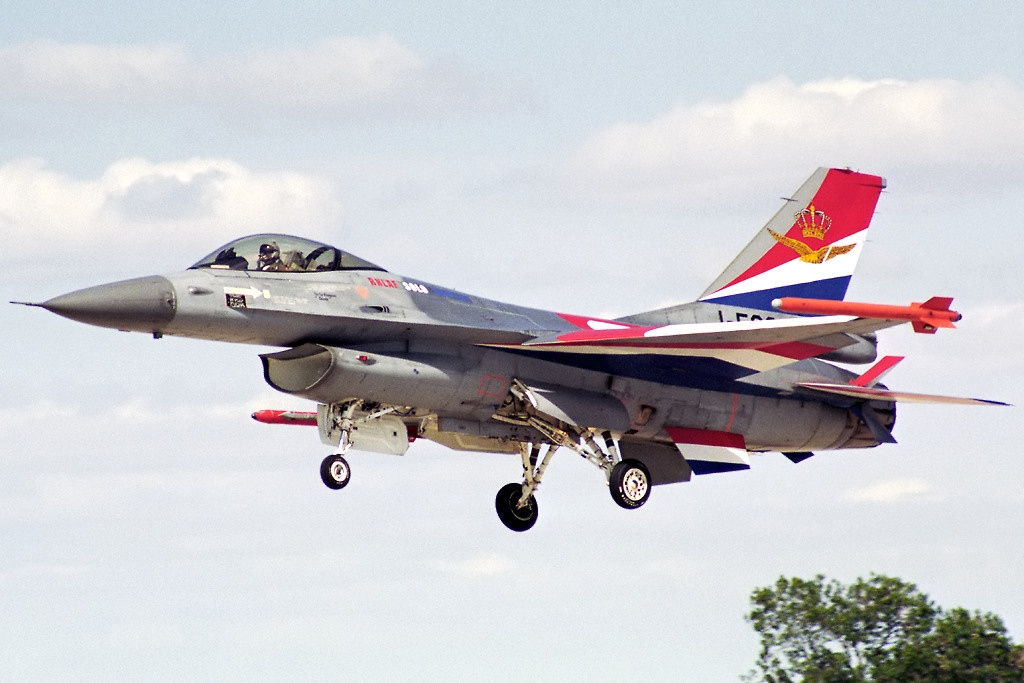
316 sq Gen.Dynamics F-16 Falcon 1988-1994
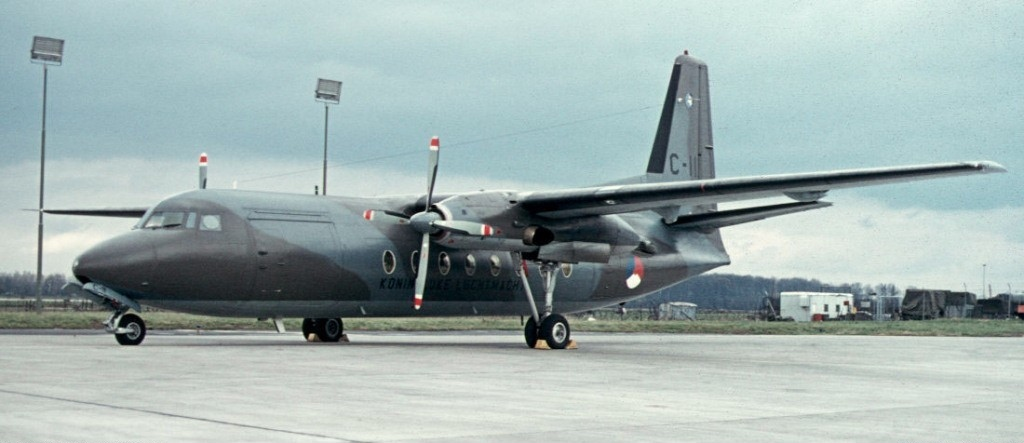
334 sq Fokker F-27 Friendship/Troopship 1992-1996

In juli 1996 verongelukte een Belgische C-130 Hercules op het vliegveld. Bij de Herculesramp vloog het vliegtuig in brand en kwamen 34 militairen om. Op de plaats van deze ramp staat nu een monument ter nagedachtenis.
De burgerluchtvaart bleef het vliegveld ook gebruiken. Philips en KLM maakten zowel gebruik van de baan als van de door de Koninklijke Luchtmacht verzorgde basisdiensten: verkeersleiding, brandweer, geneeskundige dienst en bewaking. In 1984 werd op het civiele deel van het veld een aankomst- en vertrekhal gevestigd. BASE Regional Airlines gebruikte het vliegveld van 1985-2000 als thuisbasis. In 2002 startte Ryanair met haar eerste lijndienst, naar Londen Stansted. Met deze lijndienst werd een begin gemaakt aan de ontwikkeling van Eindhoven Airport tot de grootste regionale luchthaven van Nederland. In 2005 volgde de opening van het nieuwe luchthavengebouw met in 2013 een verdere uitbreiding.
Startbaan: In 2013 is de baanaanduiding gewijzigd van 04-22 in 03-21, vanwege verschuiving van de magnetische pool.

## Militaire activiteiten
Op de vliegbasis zijn momenteel gestationeerd:
- 334 Sq, verantwoordelijk voor vluchten met de Airbus A330 MRTT (via Multinational MRTT Unit (MMU)) en de Gulfstream IV
- 336 Sq, verantwoordelijk voor vluchten met de C-130 Hercules
- 940 Sq, verantwoordelijk voor logistiek, onderhoud en passagiersafhandeling militaire vluchten
- 941 Sq, verantwoordelijk voor alle basis platformdiensten
- 942 Sq, verantwoordelijk voor het onderhoud van al het vliegend materieel van het vliegveld en van alle vliegtuiggerelateerde werkplaatsen.
- Movement Coordination Centre Europe (MCCE). In juni 2007 hebben 15 EU- en NAVO-landen een overeenkomst getekend voor de oprichting van het MCCE. Dit project is 1 juli 2007 op vliegbasis Eindhoven gestart en heeft als doel de inzet van tactisch transport en air-to-air refueling missies tussen de deelnemende landen te coördineren. Het MCCE gaat ook steun leveren aan EU- en NAVO-missies. De in het MCCE deelnemende landen zijn: België, Canada, Denemarken, Estland, Finland, Frankrijk, Duitsland, Hongarije, Italië, Letland, Luxemburg, Nederland, Noorwegen, Oostenrijk, Polen, Portugal, Verenigd Koninkrijk, Roemenië, Slovenië, Spanje, Tsjechië, Turkije, VS, Zweden.
- European Air Transport Command (EATC). Een internationaal hoofdkwartier dat tot taak heeft een efficiëntere inzet en betere coördinatie van de transport- en tankervliegtuigen mogelijk te maken. De hierin samenwerkende landen: België, Duitsland, Frankrijk, Luxemburg, Italië, Nederland en Spanje.

Huidige gelegerde vliegtuigtypen:

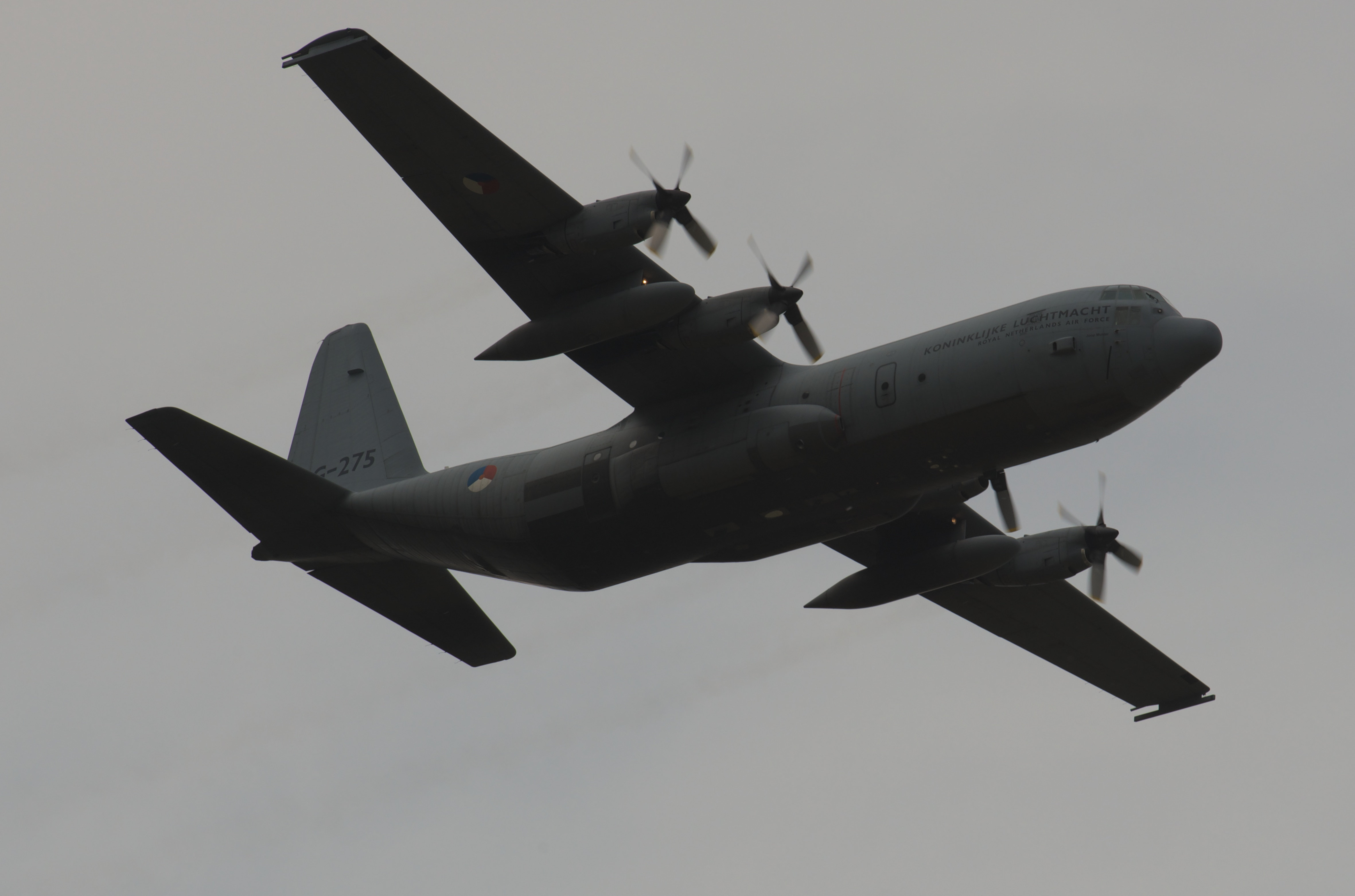
336sq C-130 Hercules airlifter
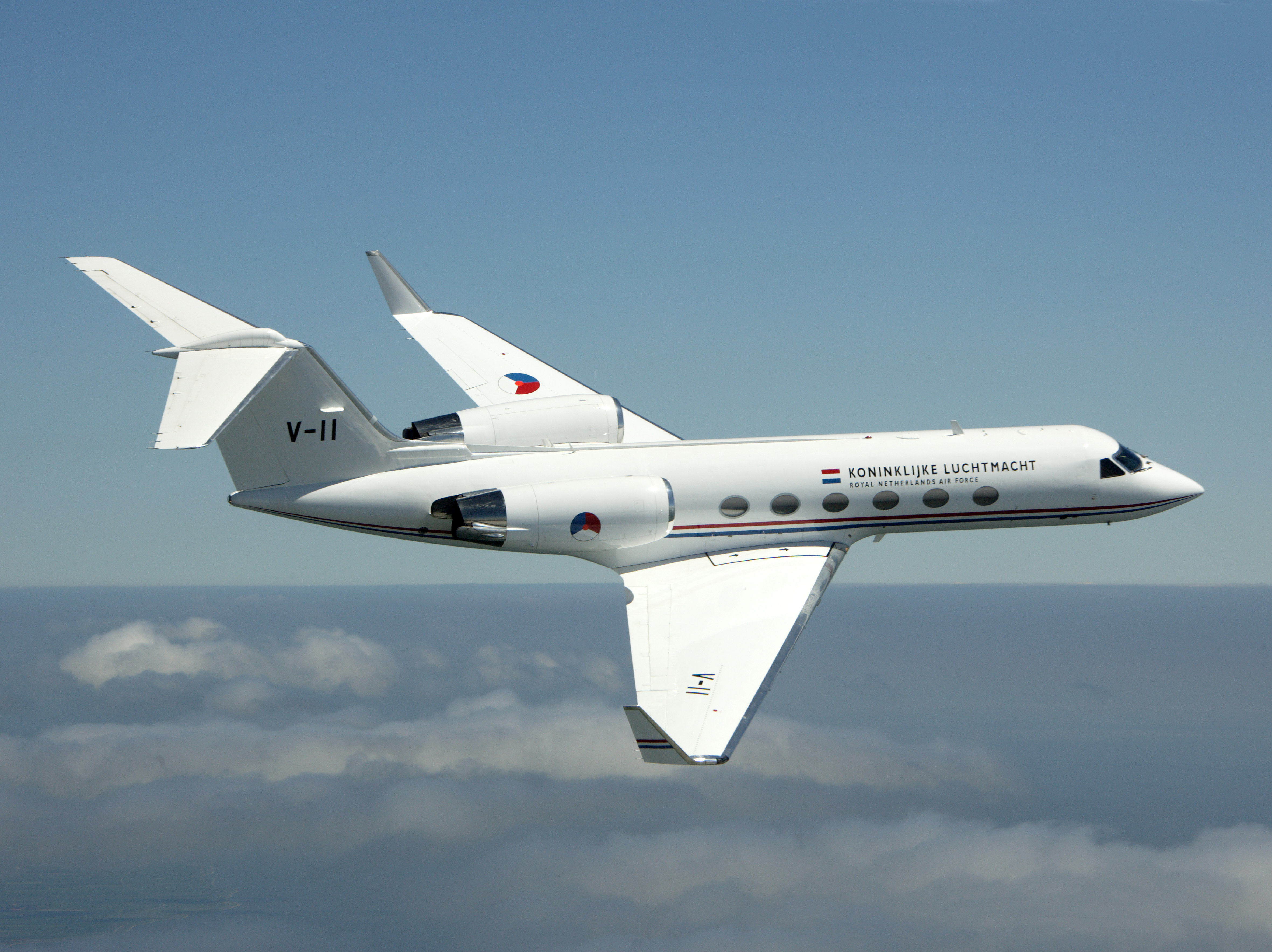
334sq Gulfstream IV liaison
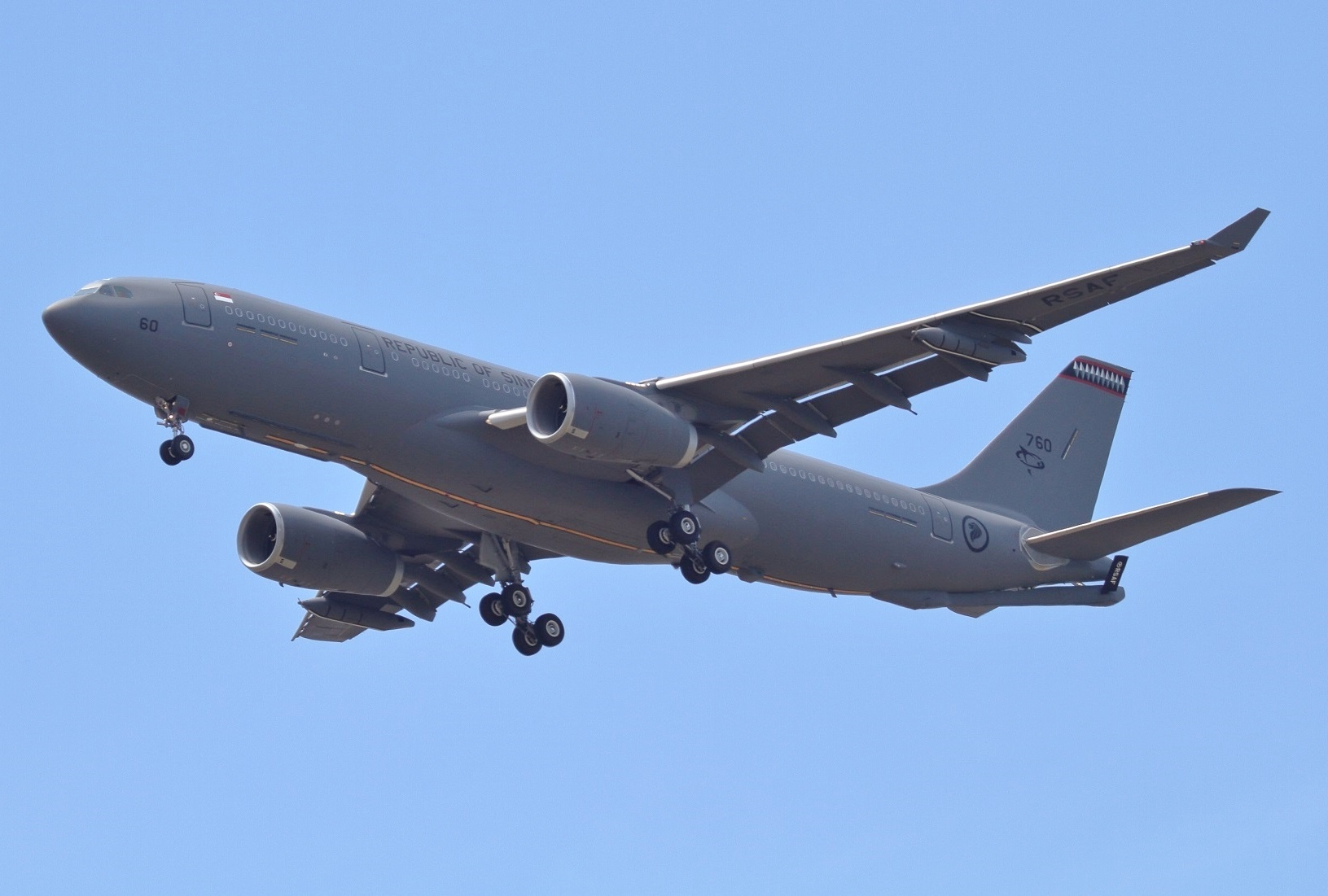
Airbus A330 MultiRole Tanker Transporter

Eindhoven is een ondersteunende vliegbasis, van waaruit alle luchttransporttaken worden gecoördineerd en uitgevoerd. Het is het vaste vertrek- en terugkeerpunt voor alle uitgezonden militairen van de krijgsmacht.
In 2007 werd ca. 6 miljoen kilo vracht van en naar vliegbasis Eindhoven vervoerd. Ook werden ruim 23.000 personen vervoerd; vooral vanwege Nederlandse deelname aan de ISAF in Afghanistan. Voor het vervoer werden niet alleen alle 11 transportvliegtuigen van de luchtmacht ingezet; ook werd transport van NAVO-partners ingezet en werden burgertoestellen ingehuurd. Hierbij werden de basis openstellingstijden verruimd omdat vliegoperaties over grote afstanden plaatsvonden, waarbij rekening gehouden werd met vliegen over oorlogsgebied. Vaak waren nachtelijke aankomst- of vertrektijden noodzakelijk en soms werd hierdoor op 24/7 basis gewerkt.
Vliegbasis Eindhoven is ook continu beschikbaar voor ambulance- en transplantatievluchten.

## Burgerluchtvaart

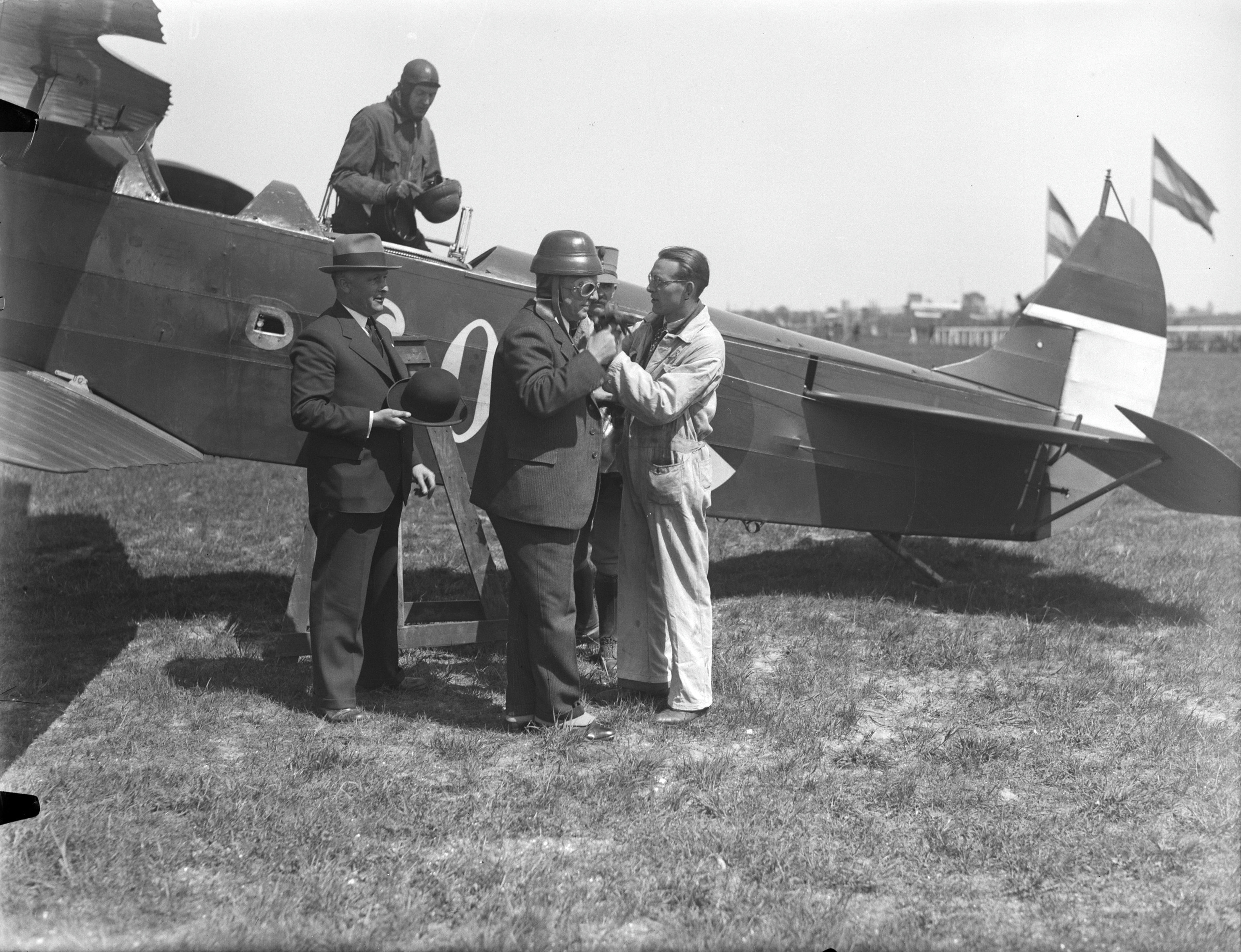
11 mei 1935, officiële opening stationsgebouw vliegveld.

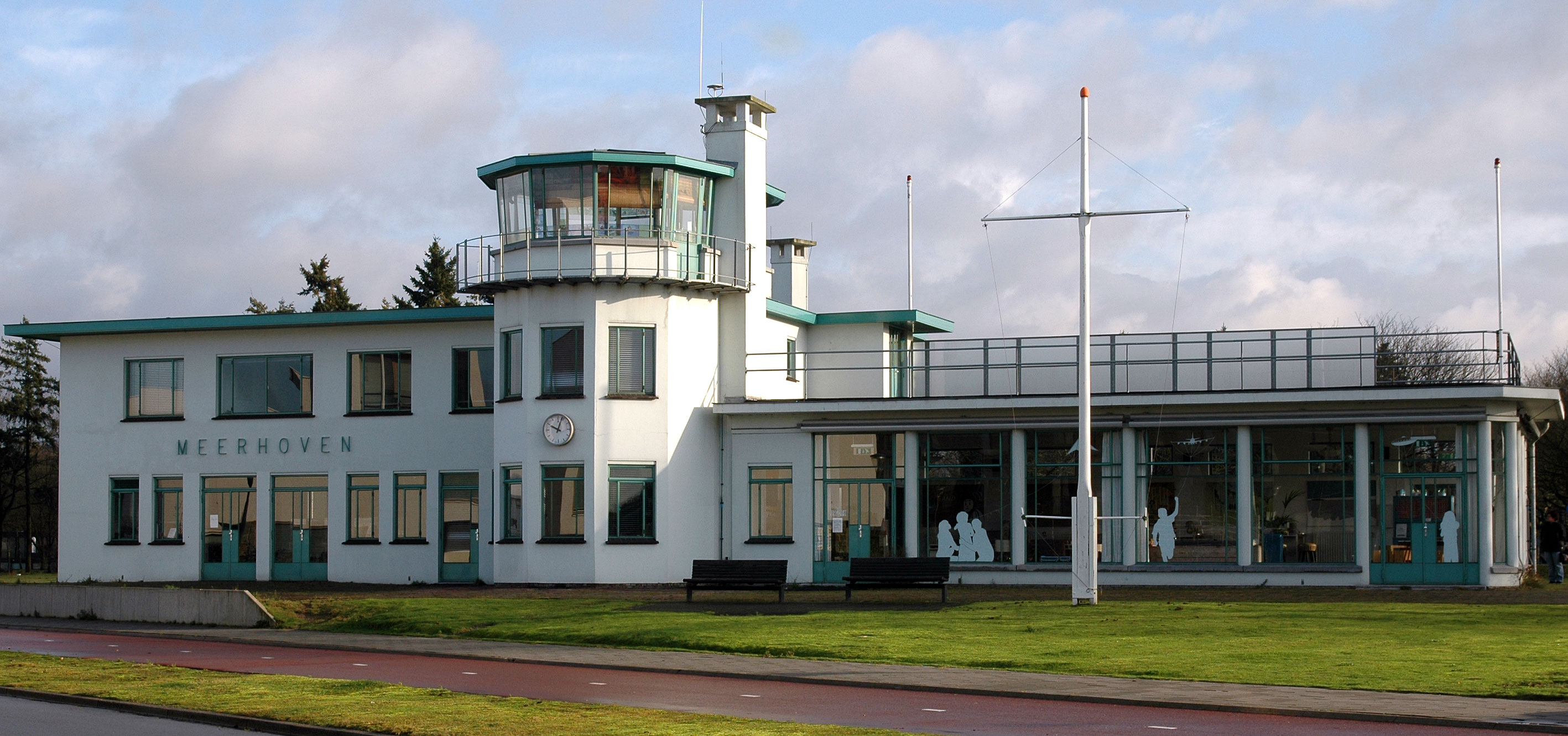
Het originele luchthavengebouw

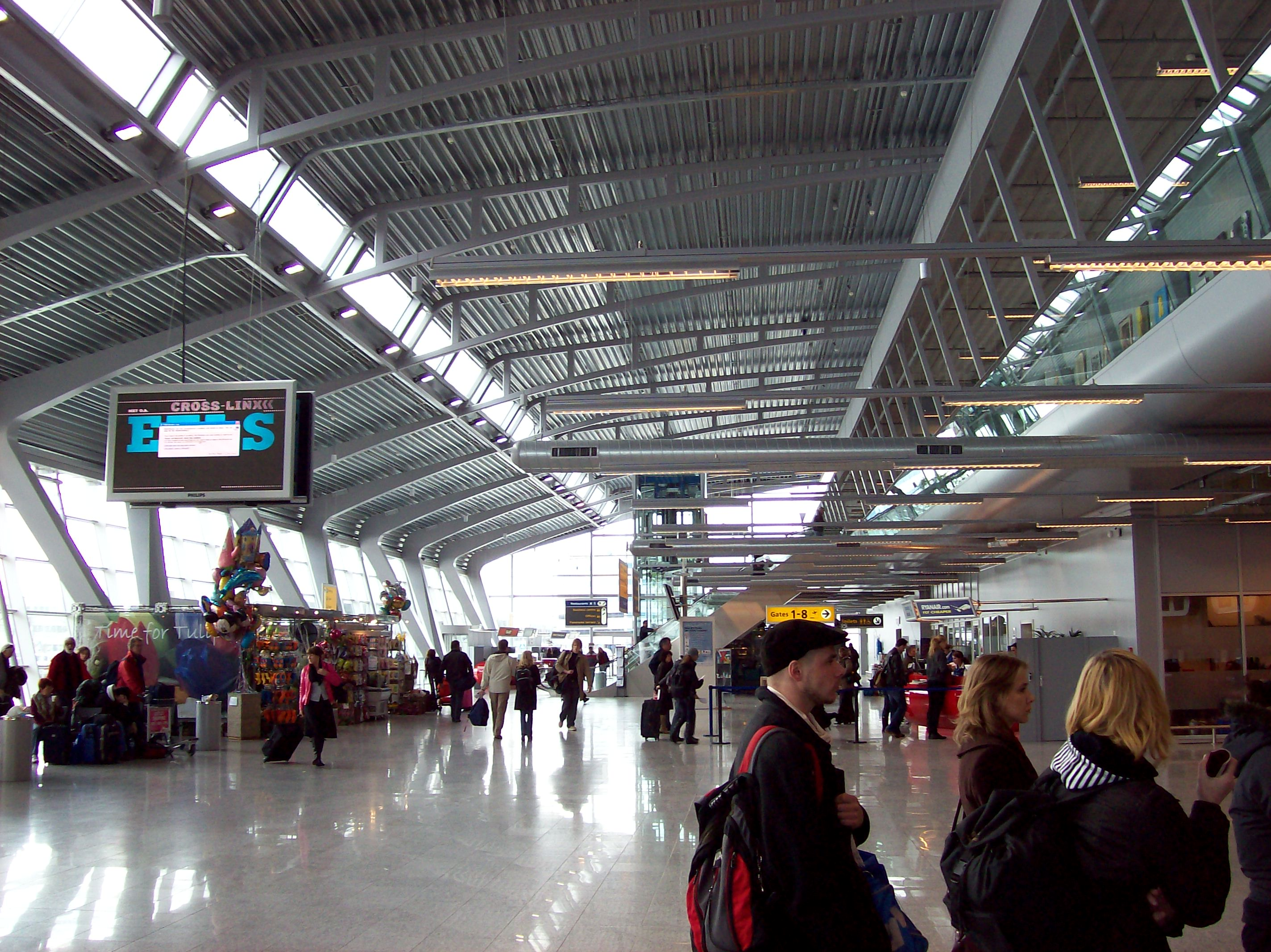
Vertrekhal Eindhoven Airport

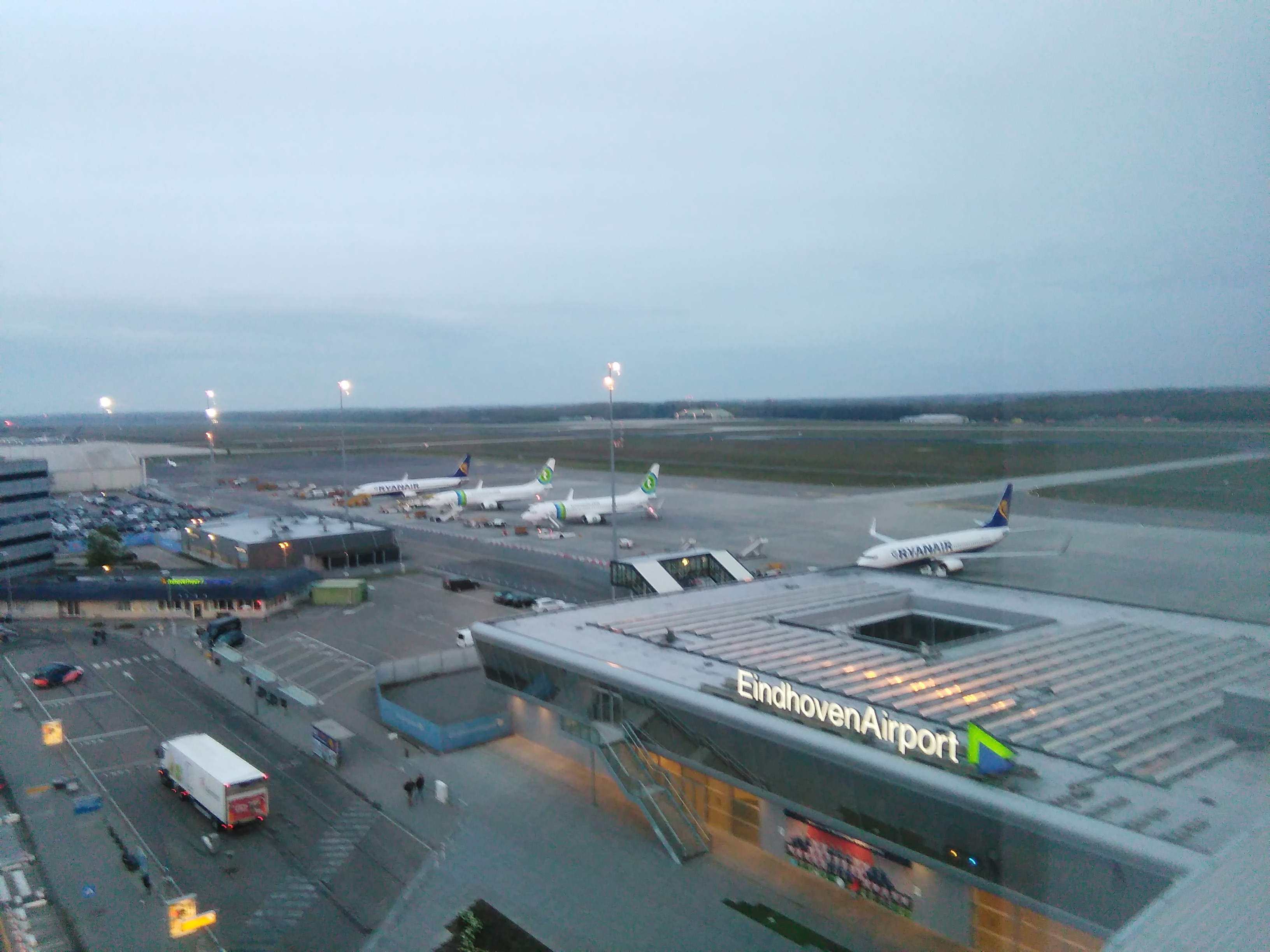
zicht op de luchthaven van Eindhoven

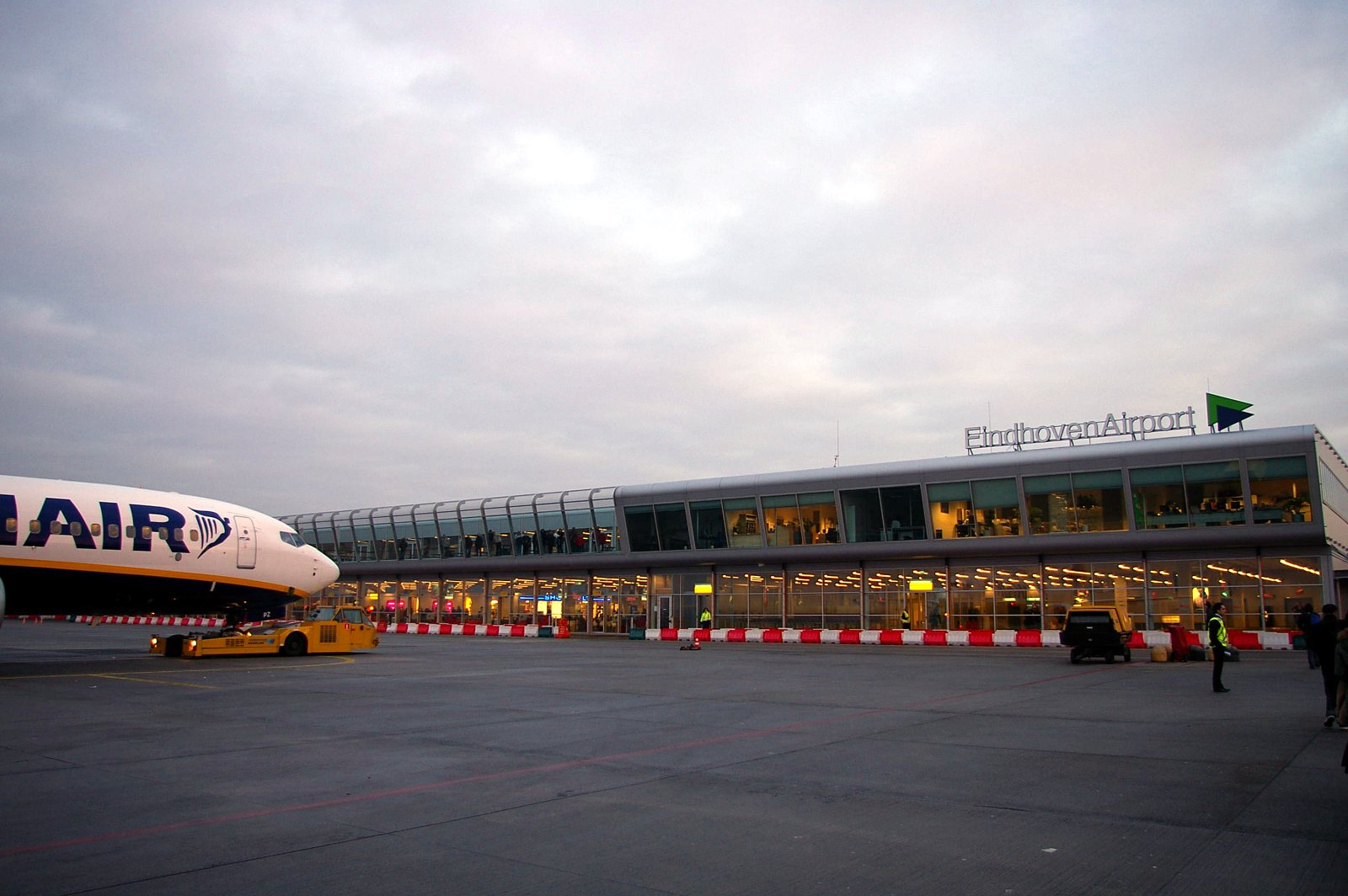
Ryanair bij de terminal

Van het civiele deel van het vliegveld, bekend onder de naam Eindhoven Airport, maken de volgende maatschappijen (deze voeren lijndiensten uit) gebruik: Transavia, Ryanair en Wizz Air. In de zomermaanden zijn dit nog meer maatschappijen. Eindhoven Airport, de civiele medegebruiker van vliegbasis Eindhoven, maakte in 2007 een groei in het aantal passagiers van 34%. Het aantal civiele vluchten steeg door de ondersteuning van personeel van vliegbasis Eindhoven met 21%. Transavia deelde mee vanaf februari 2013 een basis te openen op Eindhoven met drie gestationeerde vliegtuigen. Vanaf dat moment is een aantal nieuwe bestemmingen (Bologna, Kopenhagen, Madrid en Napels) toegevoegd aan het vluchtaanbod en is de frequentie op enkele bestaande bestemmingen (o.a. Alicante, Ibiza, Mallorca, Faro en Lissabon) fors opgevoerd. Ook Ryanair heeft bekendgemaakt een basis te openen. Vooralsnog gaat het om één gestationeerd vliegtuig en daarbij zijn een aantal nieuwe bestemmingen toegevoegd; Agadir, Fes, Bordeaux en Chania (Kreta).
In juni 2013 werd een uitbreiding van de terminal in gebruik genomen met een nieuwe aanbouw voor aankomende passagiers, alsmede kantoorruimte en een driesterrenhotel. Ook is de bestaande terminal heringericht met meer winkelgelegenheden en meer incheckbalies en controleposten voor de douane. De terminal heeft daardoor een capaciteit van vijf miljoen reizigers per jaar.
Op 9 februari 2015 kondigde het toenmalige Arkefly (later: TUI) aan vanaf 1 november 2015 rechtstreeks met de Boeing 787 Dreamliner naar Aruba en Curaçao te gaan vliegen. Dit zouden de eerste trans-Atlantische bestemmingen worden voor de luchthaven. Eind augustus werd bekendgemaakt dat deze vluchten geen doorgang kunnen vinden vanwege het gebrek aan mogelijkheden voor 100-procentscontroles.

### Bereikbaarheid
Eindhoven Airport is vanaf station Eindhoven Centraal bereikbaar via de HOV-lijn 401, de aanvullende AirportShuttle lijn 400 en lijn 10 van Hermes. Met lijn 20 is het vliegveld direct vanuit Veldhoven en Best bereikbaar. Er zijn directe busverbindingen (AirExpressBus) met Utrecht en Amsterdam.

### Instorting garagegebouw in aanbouw
Het busperron en het parkeerterrein voor kort parkeren bij de luchthaven worden vervangen door een multifunctioneel gebouw voor kort parkeren met horeca- en retailfuncties en een busstation. De initieel verwachte opleveringsdatum was medio 2017, maar op 27 mei 2017 stortte een deel van het gebouw in. Ten tijde van de instorting waren er geen personen meer aanwezig op het bouwterrein. Na een tweetal technische onderzoeken werd vastgesteld dat het een constructiefout betrof, waarna het gehele gebouw gesloopt werd. De betreffende bouwmaterialen kunnen krimpen door de weeromstandigheden. Het gebouw is inmiddels herbouwd.
Eindhoven Airport ligt vlak bij afrit 29 (Eindhoven Airport) van de N2 (Randweg Eindhoven).

### Aantal passagiers/vluchten/resultaat
Vanwege een beveiligingsprobleem met de MediaWiki Graph-software is het momenteel niet mogelijk deze grafiek weer te geven. Zodra de software is bijgewerkt zal de grafiek vanzelf weer zichtbaar worden.
| Jaar | Aantal passagiers | Vlieg- bewegingen | Resultaat    |
| ---- | ----------------- | ----------------- | ------------ |
| 2000 | 337.553           | 18.085            |              |
| 2001 | 282.233           | 13.231            |              |
| 2002 | 366.496           | 12.612            |              |
| 2003 | 422.735           | 11.693            |              |
| 2004 | 694.451           | 13.488            | € 332.000    |
| 2005 | 946.218           | 13.151            | € 1.189.000  |
| 2006 | 1.143.557         | 13.979            | € 1.486.000  |
| 2007 | 1.544.098         | 16.774            | € 901.000    |
| 2008 | 1.629.893         | 17.217            | € 2.733.000  |
| 2009 | 1.739.053         | 15.641            | € 2.192.000  |
| 2010 | 2.142.832         | 18.860            | € 5.237.000  |
| 2011 | 2.643.483         | 22.000            | € 7.288.000  |
| 2012 | 2.977.643         | 24.265            | € 6.761.000  |
| 2013 | 3.396.853         | 26.508            | € 6.108.000  |
| 2014 | 3.926.395         | 28.909            | € 6.997.000  |
| 2015 | 4.331.658         | 30.395            | € 8.269.000  |
| 2016 | 4.736.205         | 32.807            | € 10.636.000 |
| 2017 | 5.656.000         | 36.470            | € 12.032.000 |
| 2018 | 6.237.755         | 38.642            | € 14.270.000 |
| 2019 | 6.700.000         | 41.438            | € 14.300.000 |
| 2022 | 6.300.000         | 40.252            | € 18.800.000 |
| 2023 | 6.800.000         | 41.496            |              |
| 2024 | 6.800.000         |                   |              |

## Natuur en landschap
De vliegbasis kan in zekere zin als een rustgebied worden beschouwd, hoewel de aan de vliegbasis gebonden militaire en civiele activiteiten voor verstoring zorgen. Een botanische bijzonderheid is een populatie van trilgraszegge, die dateert uit de tijd dat Welschap een Duitse basis was, en met matrassen is meegekomen. Ze komt echter niet tot bloei. Ook wordt er valse kamille en, in een poel, gesteeld glaskroos gevonden. Het beheer van het terrein van de basis is op verschraling gericht, wat van belang is voor de vliegveiligheid daar schraalland geen grote vogels aantrekt. Dit beheer zorgt tevens voor bijzondere flora.

## Buurt
De gemeente Eindhoven hanteert de naam Eindhoven Airport ook als naam voor een buurt in het stadsdeel Strijp. Op 1 januari 2023 telde de buurt 5 inwoners, verdeeld over 3 woningen, op een oppervlakte van 6,39 km². De buurt bestaat hoofdzakelijk uit het vliegveld en een bedrijventerrein.
Er zijn verschillende bewonersbelangen groepen zoals Belangenvereniging Bewoners Welschap en BVM2 die de overlast van het Vliegveld willen beperken.